# Lago Windhond
Lago Windhond är en sjö i Chile.   Den ligger i regionen Región de Magallanes y de la Antártica Chilena, i den södra delen av landet, 2 400 km söder om huvudstaden Santiago de Chile. Lago Windhond ligger 87 meter över havet. Arean är 22,1 kvadratkilometer. Den ligger på ön Isla Navarino. Den sträcker sig 6,5 kilometer i nord-sydlig riktning, och 6,1 kilometer i öst-västlig riktning.
Trakten runt Lago Windhond är nära nog obefolkad, med mindre än två invånare per kvadratkilometer.